# Josef Reinhard
Pour les articles homonymes, voir Reinhard.
Josef Reinhard (aussi orthographié Reinhardt ou Reinhart), né le 23 janvier 1749 à Lucerne et mort le 28 avril 1824 à Lucerne, est un artiste-peintre suisse.

## Biographie
En 1765, il reçoit une bourse d'études au canton de Lucerne et étudie la peinture durant deux ans à Rome. En 1770, il devient garde suisse au Vatican. En 1775, il reçoit une commande de 46 peintures. En 1784, il exécute plusieurs portraits d'avoyers pour l'hôtel de ville de Lucerne, avant de se consacrer au portrait de Franz Ludwig Pfyffer von Wyher en 1786.   

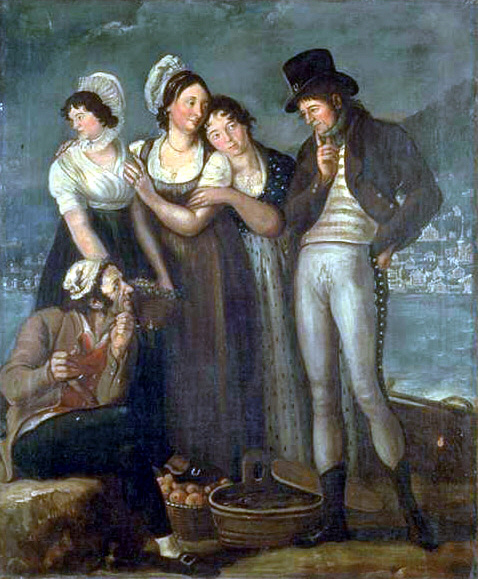
Costume de Zurich en 1802

Reinhardt peint entre 1789 et 1802 deux séries de tableaux représentants les différents costumes traditionnels suisses ; ces peintures représentent sobrement et fidèlement les particularités régionales et font de Reinhardt un des principaux peintres suisses à aborder le sujet. C’est dans ce cadre notamment qu’il représente Ulrich Bräker et sa femme Salomé pour le costume du Toggenburg.   